# 奥池

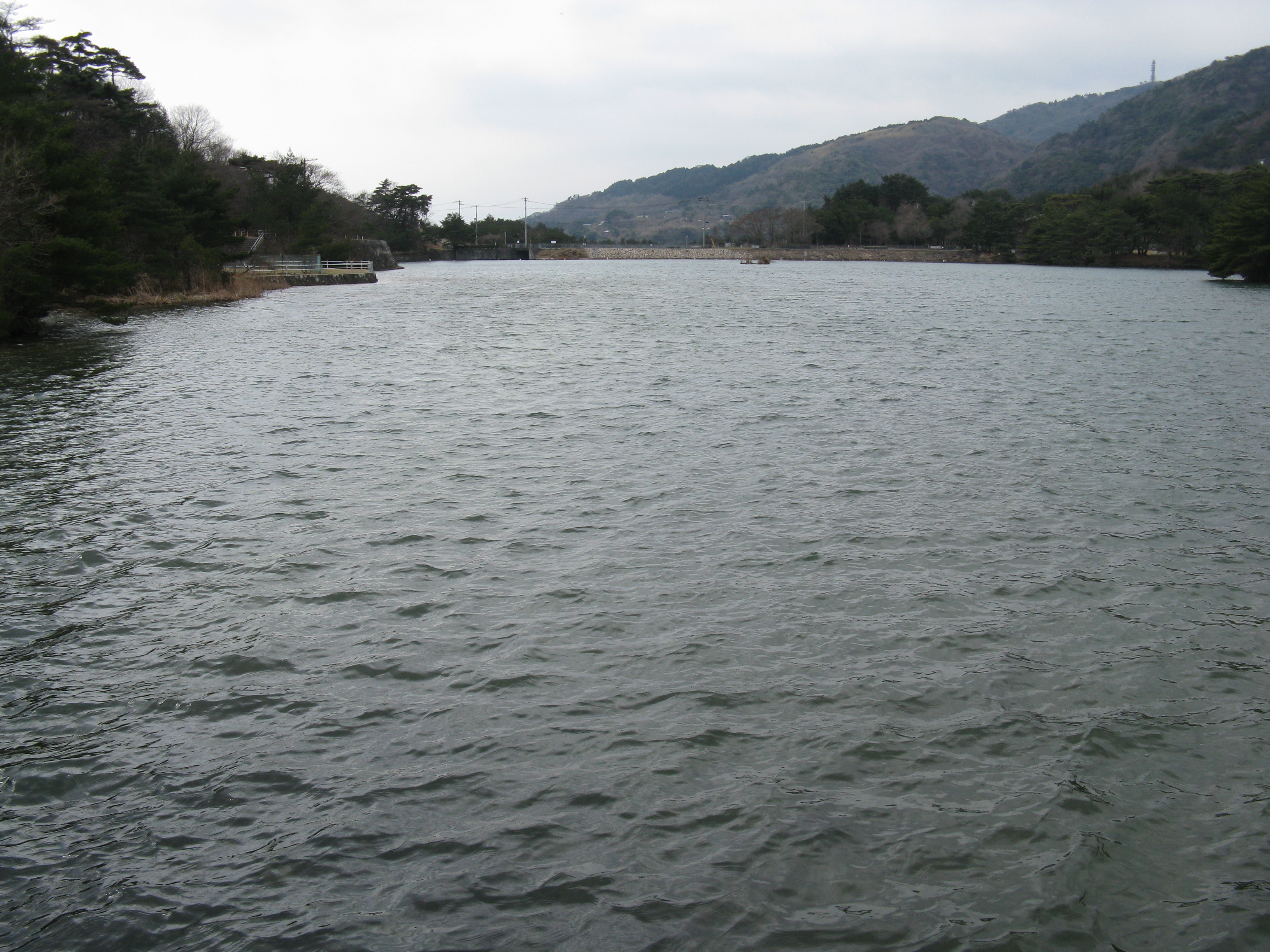
奥池

奥池（おくいけ）は、兵庫県芦屋市にある池。または、地名。六甲山中腹の標高約五百メートルの高台に存在する高級住宅街。奥池南町には通称「豪邸条例」および瀬戸内海国立公園内に位置することによる自然公園法等の規制によって、住宅街においても優れた自然的景観が形成されている。陸路車で入るには、芦屋市街地方面、有馬温泉方面とも有料道路（芦有ドライブウェイ）の料金所を通過する必要がある。1960年代、芦有ドライブウェイの開通後に開発が進んだ。

## 名所
- 奥池ハイランド
- 奥池ロッジ
- 奥池の家
- 奥池遊びの広場 - バーベキューも楽しめる。
- エンバ中国近代美術館 - 中国におけるさまざまな美術品が展示されている。敷地内には陶芸教室、テニスコート等の施設も備え付けられている。

## アクセス
阪神・JR芦屋駅・阪急芦屋川駅から奥池を経由して有馬温泉までを結ぶバスが運行されている
（芦屋有馬線）。

## 周辺
- JR芦屋駅(車で13分)
- 六麓荘町(車で13分)
- 有馬温泉(車で17分)
- 六甲ガーデンテラス(車で20分)

## 備考
- ファッションデザイナーのコシノヒロコは2001年に拠点を奥池に移している。
- 冬期には暖炉を使う家が多いことにより、薪を燃やした香りがする。

## 参考リンク
芦有ドライブウェイ株式会社
座標: 北緯34度46分29.7秒 東経135度17分32.1秒 / 北緯34.774917度 東経135.292250度